# Paludi
Paludi är en ort och kommun i provinsen Cosenza i regionen Kalabrien i Italien. Kommunen hade 1 035 invånare (2018).